# Nepomukbrücke (Sigmaringen)
Die Nepomukbrücke ist eine die Donau überführende Straßenbrücke in der baden-württembergischen Kreisstadt Sigmaringen in Deutschland.

## Lage
Die Nepomukbrücke liegt zwischen der Eisenbahnbrücke der Bahnstrecke Tübingen–Sigmaringen donauauf- und der unmittelbar neben ihr liegenden Historischen Nepomukbrücke donauabwärts. Sie verbindet die nördlich der Donau verlaufende Bundesstraße 32 (Mühlbergstraße) mit der Sigmaringer Innenstadt.

## Technische Daten
Die insgesamt 94,50 Meter lange und zwischen den Geländern 11,70 Meter breite Nepomukbrücke ist ein als Plattenbalken mit Längs- und Quervorspannung ausgeführtes Bauwerk, ihre Einzelstützweiten betragen zwischen 13,00 und 66,75 Meter. Die beiden Widerlager wurden mit Großbohrpfählen gegründet. Das Gesamtgewicht der Brücke beträgt 8.380 Tonnen, ihre Nutzlast 440 Tonnen.

## Geschichte
Die Nepomukbrücke wurde in den Jahren 1994 bis 1996 erbaut und am 26. Juli 1996 durch den damaligen baden-württembergischen Verkehrsminister Hermann Schaufler dem Verkehr übergeben.

## Sonstiges
Die Brücke wurde von der „Architektenkammer Baden-Württemberg“ für Beispielhaftes Bauen ausgezeichnet.